# Boisset (Haute-Loire)
Boisset is een gemeente in het Franse departement Haute-Loire (regio Auvergne-Rhône-Alpes) en telt 221 inwoners (1999). De plaats maakt deel uit van het arrondissement Yssingeaux.

## Geografie
De oppervlakte van Boisset bedraagt 13,9 km², de bevolkingsdichtheid is 15,9 inwoners per km².
De onderstaande kaart toont de ligging van Boisset (Haute-Loire) met de belangrijkste infrastructuur en aangrenzende gemeenten.

## Demografie
Onderstaande figuur toont het verloop van het inwonertal (bron: INSEE-tellingen).